# يان دونوفان
يان دونوفان هو سياسي كندي، ولد في 7 يوليو 1976 في كندا. حزبياً، نشط في Wildrose Party ‏ والرابطة التقدمية المحافظة في ألبرتا ‏. وقد انتخب عضو الجمعية التشريعية ألبرتا.